# Villa galapagensis
Villa galapagensis är en tvåvingeart som beskrevs av Joseph Hannum Painter 1974. Villa galapagensis ingår i släktet Villa och familjen svävflugor. Inga underarter finns listade i Catalogue of Life.